# Blauwewijk
Blauwewijk is een buurtschap ongeveer 4¼ km ten westzuidwesten van Wilhelminadorp in de gemeente Goes in de Nederlandse provincie Zeeland. De buurtschap ligt ten noordwesten van de stad Goes in de Wilhelminapolder. Blauwewijk met dertien woningen is gebouwd in 1919 voor huisvesting van de arbeiders van de "De Wilhelminapolder".
De daken van de huizen in de Blauwewijk zijn gedekt met blauw-grijze dakpannen. Dit in tegenstelling met de 1¾ km daarvandaan liggende Roodewijk waar voor de daken van de huizen rode dakpannen gebruikt zijn. Beide wijken werden genoemd naar de kleur van de dakpannen.